# Jean-Philippe Charbonnier
Jean-Philippe Charbonnier (28. srpen 1921 Paříž – 28. květen 2004 Grasse) byl francouzský fotograf, představitel humanistické fotografie po druhé světové válce.

## Život
Pocházel z umělecké rodiny, jeho otec byl malířem, matka spisovatelkou, jeho babička byla herečkou a dědeček architektem. Ve filmových ateliérech se vyučil fotografem. Během druhé světové války se uchýlil do Švýcarska. Zde byl pověřen prvními reportážemi.
Po skončení války se vrátil do Paříže, kde pracoval jako výtvarný redaktor v redakcích novin a časopisů. Počátkem roku 1950 se stal reportérem časopisu Réalités. Jeho reportáže otiskovaly i mnohé další obrazové magazíny. Fotografoval v mnoha zemích světa.

## Knihy
- Chemins de la vie (Cesty mého života), fotografie Jean-Philippe Charbonnier; texty Philippe Soupault, Monte-Carlo: Editions du Cap, 1957
- Un Photographe vous parle (Mluví k vám fotograf), Paříž: B. Grasset, 1961
- Jean-Philippe Charbonnier: 300 photographies 1944-1982, Paříž: Musée d'art moderne de la Ville de Paris: Paris Audiovisuel, 1983 – katalog výstavy 23. březen -26. červen 1983

## Výstavy (výběr)
- 1970 Rencontres d'Arles
- 1972 Maison de la Culture du Havre[1]
- 1983 Jean-Philippe Charbonnier: 300 photographies 1944-1982, Musée d’art moderne de la Ville de Paris[2]
- 1984
  - Musée de l’Élysée, Lausanne
  - Centrum för fotografi, Stockholm, (Švédsko)
- 1990 Musée Nicéphore-Niépce, Chalon-sur-Saône
- 2006 Les photographes du magazine Réalités. Edouard Boubat, Jean-Philippe Charbonnier, Jean-Louis Swiners, Galerie Agathy Gaillardové, Paříž
- 2014 Jean-Philippe Charbonnier. L’Œil de Paris, Crédit municipal de Paris, Paříž
- 2015 Jean-Philippe Charbonnier. Maison de la Photographie, Toulon